# Araguaçu
Araguaçu é um município do interior do estado do Tocantins, região Norte do Brasil, localizado na região geográfica intermediária de Gurupi e na região imediata de Gurupi, sendo integrante da Região Metropolitana de Gurupi. Situa-se a uma distância de 413 km da capital, Palmas.
Segundo o Censo 2022, a população é constituída de 8 133 pessoas, sendo o 35º município mais populoso do estado e o 3 369º do Brasil.
O principal setor econômico do município é a agropecuária, com um rebanho bovino que totalizou 369 121 cabeças em 2023, o que rende ao município o reconhecimento de "capital do gado branco". O PIB em 2021 foi de R$ 349 050 mil.

## História
O povoado que originou o município de Araguaçu nasceu em 1948, com a chegada de garimpeiros em busca de cristais na Serra do Clemente, como o local passou a ser conhecido na época. Os fundadores mais notáveis foram Alexandrino Cândido Gomes, Salvador José de Oliveira, Tertuliano Coroado Lustosa e Cícero Américo Fernandes.
A construção da primeira casa é atribuída a Salvador, que edificou a sua residência em uma chácara às margens do córrego Matinha. A segunda moradia foi construída por  Alexandrino, que já morava na região e era proprietário da fazenda Água Viva, distante 18 quilômetros do povoado. A chegada das famílias Tavares e Corado Lustosa, oriundas do Ceará e do Piauí, respectivamente, também contribuiu para o desenvolvimento e organização do povoamento.
Em dois anos o povoado já possuía uma escola, três casas comerciais e vinte residenciais. Percebendo o crescimento do local e as transações de gado bovino que ali aconteciam, em 1951, o governo de Goiás tratou de instalar um posto de arrecadação estadual na localidade e, em 1955, elevou-a  à condição de distrito, denominando-o Matinha, em homenagem ao córrego.
A emancipação aconteceu no dia 14 de novembro de 1958, quando passou a ser chamado de Araguaçu. O topônimo é alusivo ao rio Araguaia e à palavra indígena açu (grande), significando "grande Araguaia". Com a criação do Tocantins, em 1988, o município passou a fazer parte do novo estado.

## Geografia
Araguaçu é um município do interior do estado do Tocantins, região Norte do Brasil, com sede localizada nas coordenadas 12° 55' 32" S 49° 49' 43" O, na região geográfica intermediária de Gurupi e na região imediata de Gurupi, sendo integrante da Região Metropolitana de Gurupi.
Na divisão regional do estado para fins de planejamento, situa-se na região Sul, macrorregião Sul, a uma distância de 413 km da capital, Palmas.
Limita-se com os municípios tocantinenses de Figueirópolis, Sandolândia, Alvorada e Talismã, bem como com o estado de Goiás a sul e oeste. O biomas predominantes é o cerrado.

### Território
O território de Araguaçu ocupa uma área de 5 155 km², com 3,08 km² urbanizados. É o 12º maior município do Tocantins e o 295º maior do país em extensão territorial. A sede fica a uma altitude de 278 metros.

### População
A população de Araguaçu é de 8 133 pessoas, segundo o o Censo 2022, o que posiciona o município como o 35º mais populoso do estado e o 3 369º mais populoso do Brasil. A estimativa populacional para 2024 foi de 8 273 pessoas.
A densidade demográfica em 2022 ano foi calculada em 1,58 habitantes por quilômetro quadrado, o que faz com que o município seja o 117º mais povoado do Tocantins e o 5 412º do Brasil.

## Estrutura administrativa
A estrutura administrativa de Araguaçu, assim como a dos demais municípios brasileiros, é definida pela Constituição de 1988, composta pelo Poder Executivo, chefiado pelo prefeito; e pelo Poder Legislativo, exercido pela Câmara Municipal, sob por vereadores. Todos os representantes são eleitos pelo povo para mandato de quatro anos, mediante pleito direto e simultâneo realizado em todo o país.

### Poder Executivo
O Poder Executivo é responsável pela administração direta do município, implementação de políticas públicas, execução do orçamento e prestação de serviços essenciais à comunidade. Essas competências são exercidas desde 1º de janeiro de 2021 pelo prefeito Jarbas Ribeiro, do Partido Liberal, eleito e reeleito para administrar o município até 31 de dezembro de 2028. O vice-prefeito é Divino José, do Republicanos.

### Poder Legislativo
O Poder Legislativo tem a função de elaborar leis municipais, fiscalizar as ações do Executivo, aprovar o orçamento e representar os interesses da sociedade. As responsabilidades são delegadas a nove vereadores, sob a presidência de Almir Ferreira Lopes, do Republicanos desde o dia 1 de janeiro de 2025, com fim do mandato previsto para 31 de dezembro de 2026.

## Economia
O principal setor econômico do município é a agropecuária, rendendo ao município o reconhecimento, mesmo que informal, de "capital do gado branco". O PIB de Araguaçu em 2021 foi de R$ 349 050 mil e PIB per capita no mesmo ano foi calculado em R$ 41 464 – o 31º maior do estado e o 1 358º maior do Brasil.
Em 2022, o salário médio mensal foi de 1,8 salários mínimos e a proporção de pessoas ocupadas (1 294 trabalhadores) em relação à população total era de 15,91% (o 49º melhor índice no Tocantins e o 2 895º no país). Considerando domicílios com rendimentos mensais de até meio salário mínimo por pessoa, Araguaçu tinha 40,2% da população nessas condições (o 117º maior índice no estado e o 2 708º no Brasil).
O Índice de Desenvolvimento Humano (IDH) de Araguaçu é 0,675, conforme apurado em 2010 pelo Programa das Nações Unidas para o Desenvolvimento (PNUD).

### Agronegócio
Os principais produtos agrícolas do município são a soja e o milho, conforme levantado pelo IBGE em 2023. Na pecuária, destacam-se os rebanhos de bovinos, com 369 121, de aves (28 551 cabeças) e suínos (3 280 cabeças) no mesmo ano.
Em 2023 também houve produção relevante de leite de vaca (13 mil litros), ovos de galinha (67 mil dúzias) e mel de abelha (quatro toneladas).

## Educação
Em 2010, Araguaçu apresentou uma taxa de escolarização de 97% (para pessoas de 6 a 14 de anos de idade), o que é considerado o 80º melhor desempenho entre os municípios tocantinenses e o 3 641º melhor no país.

Em 2023, os alunos dos anos inicias do Ensino Fundamental da rede pública tiveram nota de 5,4 no Índice de Desenvolvimento da Educação Básica (Ideb) – a 25ª melhor nota entre os municípios do estado e o 3 587º melhor desempenho entre as cidades brasileiras. Para os alunos dos anos finais, a nota foi de 5,2 no mesmo indicador – a 7ª maior nota do Tocantins e o 1 386º melhor desempenho entre os municípios do Brasil.